# 帝京大学グループ
帝京大学グループ（ていきょうだいがくグループ、英語:Teikyo University Group）は東京都板橋区に本部を置き、傘下に8つの学校法人、36校の大学、短期大学、専門学校、高等学校、中学校、小学校、幼稚園を設置している。学校法人日本大学、学校法人東海大学、学校法人近畿大学と並び国内最大級の規模を持つ学校法人群である。1931年（昭和6年）に冲永荘兵衛が東京府渋谷町（現・東京都渋谷区）に創立した財団法人帝京商業学校を起源としている。

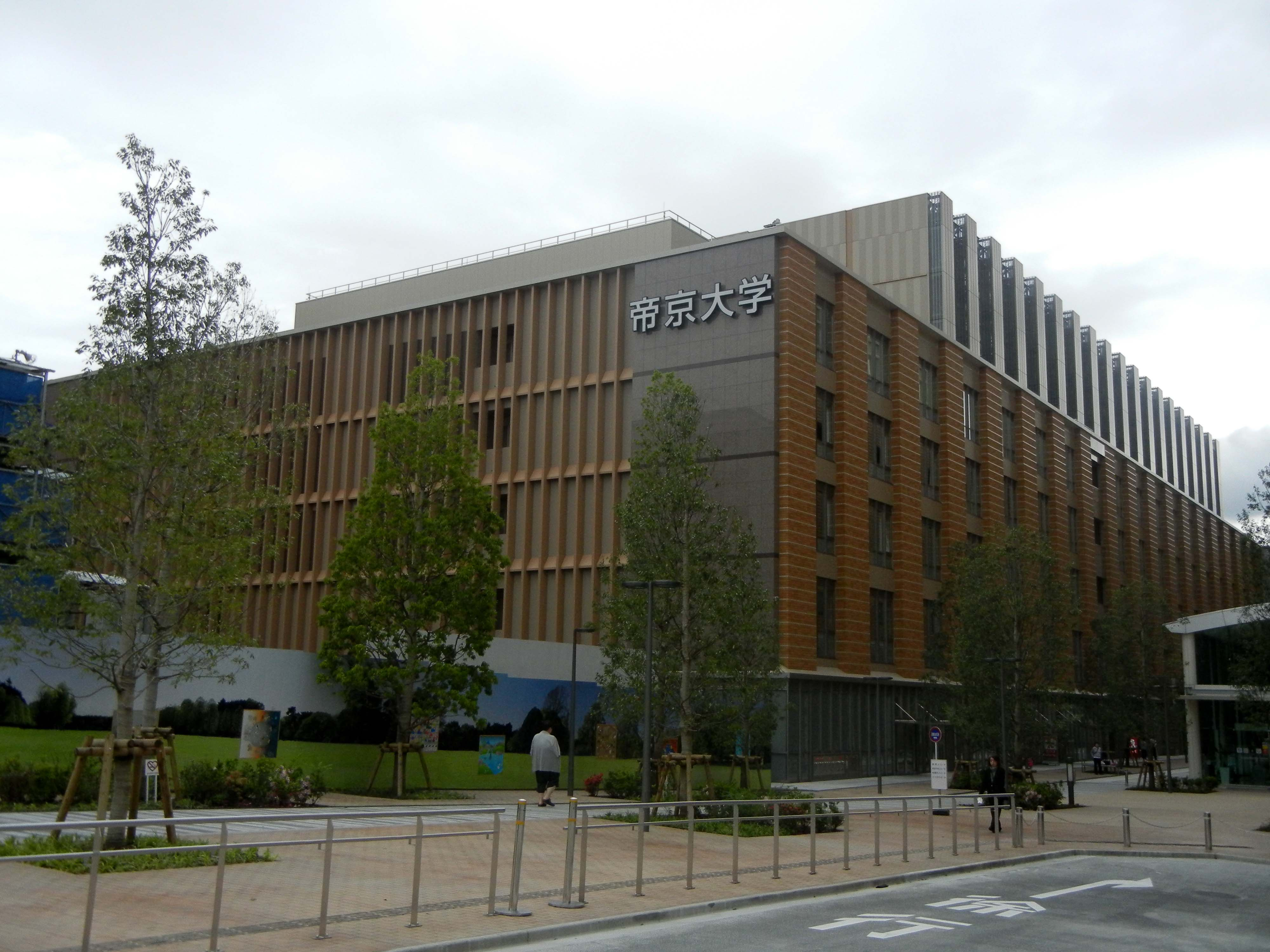
帝京大学板橋キャンパス 本館（東京都板橋区）

## シンボルマーク

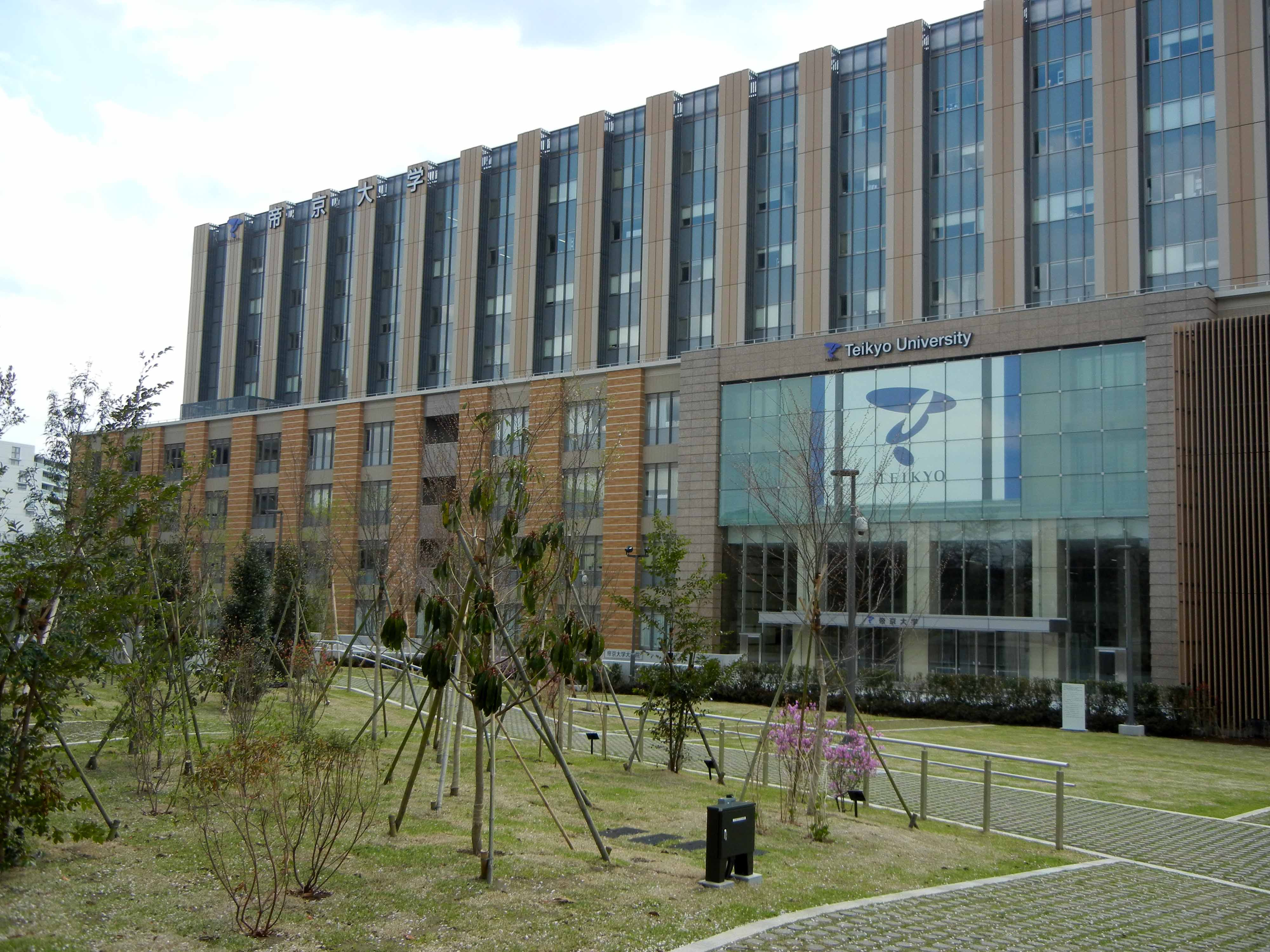
（建物中央に見える帝京のシンボルマーク）

帝京大学グループのシンボルマークは『帝京』の英語表記（TEIKYO）のイニシャルである『T』を図案化し、スクールカラーのエモーション・ブルーを基調色として採用している。
3つの青い楕円形状は帝京大学グループ全校の学生・生徒の姿とはばたきを象徴したもので、教育指針『実学』『国際性』『開放性』をシンボライズしている。
また中央部の白い楕円形状は、躍動する学生・生徒の未知なる力を表現したものである。

## 教育機関
| 設置者           | 学校法人帝京大学                                                           | 学校法人帝京平成大学 | 学校法人帝京科学大学                                           | 学校法人冲永学園                               | 学校法人帝京学園                 | 学校法人帝京安積学園 | 学校法人帝京蒼柴学園 | 学校法人荘山学園 |
| ---------------- | -------------------------------------------------------------------------- | -------------------- | -------------------------------------------------------------- | ---------------------------------------------- | -------------------------------- | -------------------- | -------------------- | ---------------- |
| 大学             | 帝京大学                                                                   | 帝京平成大学         | 帝京科学大学                                                   |                                                |                                  |                      |                      |                  |
| 短期大学         | 帝京大学短期大学                                                           |                      |                                                                | - 帝京短期大学 - 愛媛帝京短期大学 - 1972年廃校 | 帝京学園短期大学                 |                      |                      |                  |
| 専門学校         | - 帝京高等看護学院 - 帝京山梨看護専門学校                                  |                      | 帝京福祉専門学校                                               |                                                |                                  |                      |                      |                  |

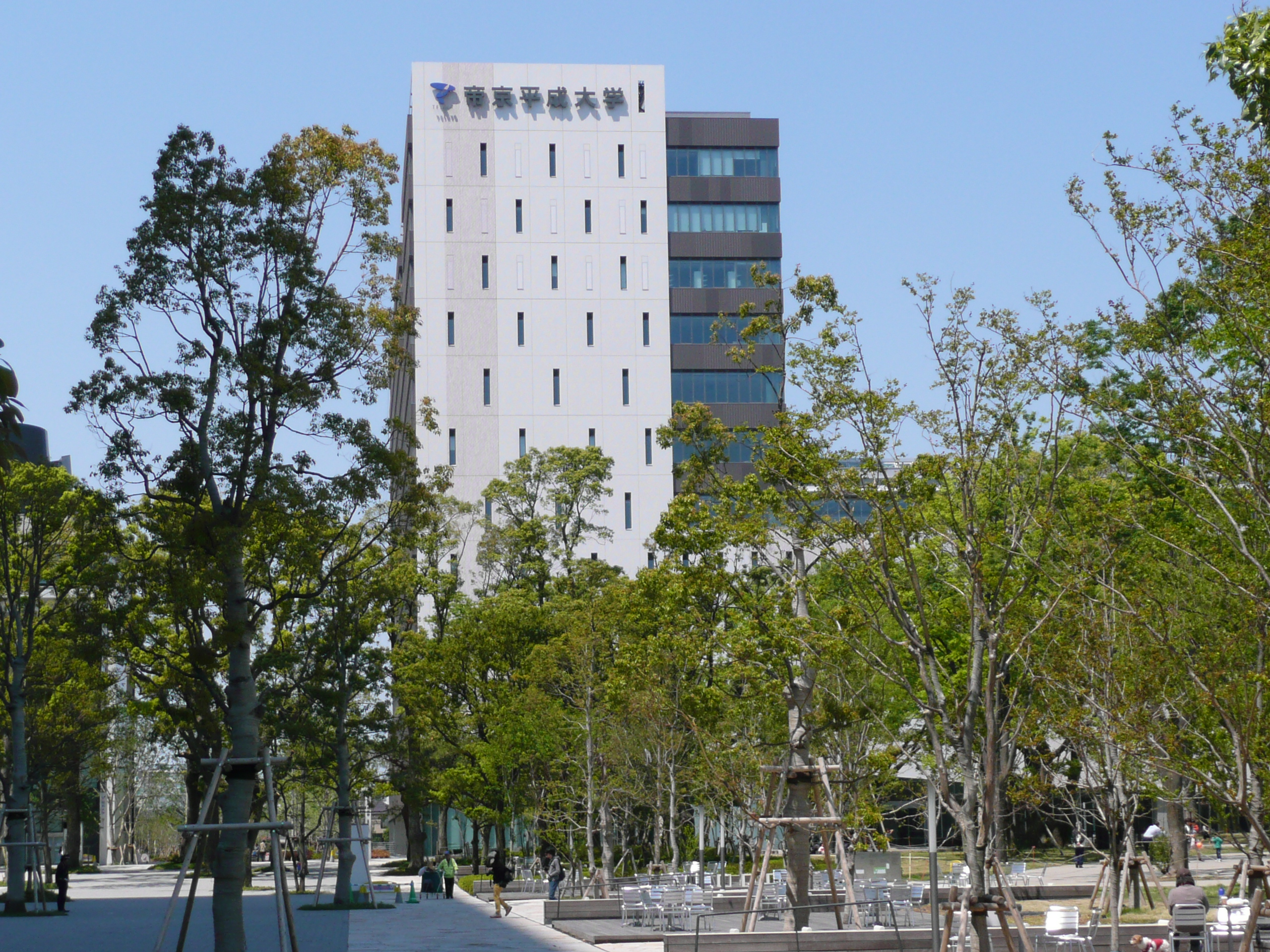
帝京平成大学中野キャンパス（東京都中野区）

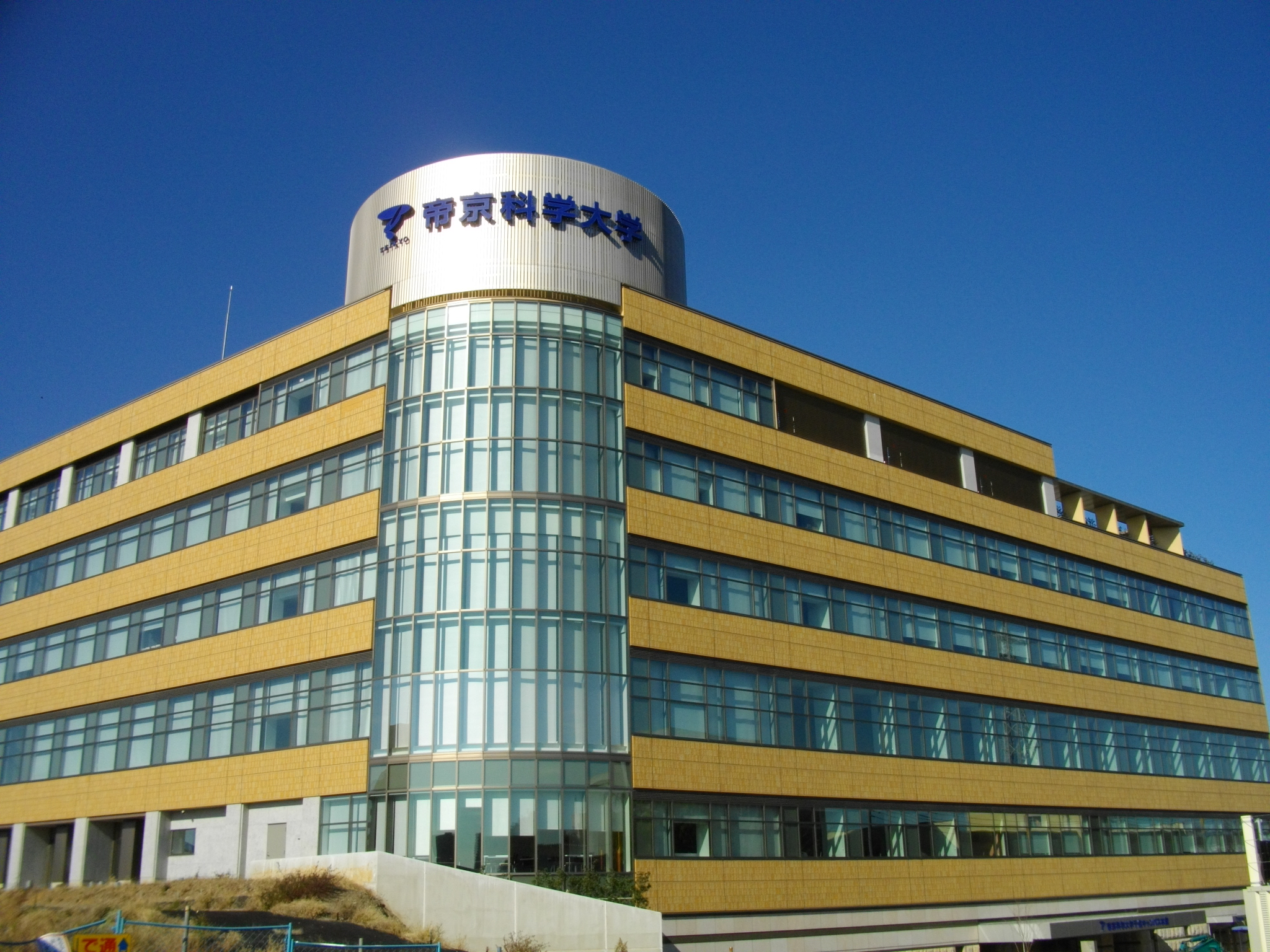
帝京科学大学千住キャンパス 本館（東京都足立区）

| 高等学校・中学校 | - 帝京大学中学校・高等学校 - 帝京大学可児高等学校中学校 - 帝京第三高等学校 |                      | - 帝京第五高等学校 - 帝京冨士中学校・高等学校 - 2021年3月 閉校 | 帝京八王子中学校・高等学校                     | 帝京大学系属帝京中学校・高等学校 | 帝京安積高等学校     | 帝京長岡高等学校     |                  |
| 小学校           | - 帝京大学小学校 - 帝京大学可児小学校                                      |                      |                                                                |                                                |                                  |                      |                      |                  |
| 幼稚園           | - 帝京大学幼稚園 - 帝京幼稚園                                              |                      | 愛媛帝京幼稚園                                                 | - 帝京にしき幼稚園 - 帝京めぐみ幼稚園          |                                  |                      | 帝京長岡幼稚園       | 三葉幼稚園       |

### 大学
- 帝京大学
- 帝京平成大学
- 帝京科学大学

### 短期大学
- 帝京大学短期大学
- 帝京短期大学
- 帝京学園短期大学
- 愛媛帝京短期大学 - 1972年廃校

### 専門学校
- 帝京高等看護学院
- 帝京山梨看護専門学校
- 帝京福祉専門学校

### 高等学校・中学校
- 帝京大学中学校・高等学校
- 帝京大学系属帝京中学校・高等学校
- 帝京八王子中学校・高等学校
- 帝京大学可児高等学校中学校
- 帝京安積高等学校
- 帝京第三高等学校
- 帝京第五高等学校

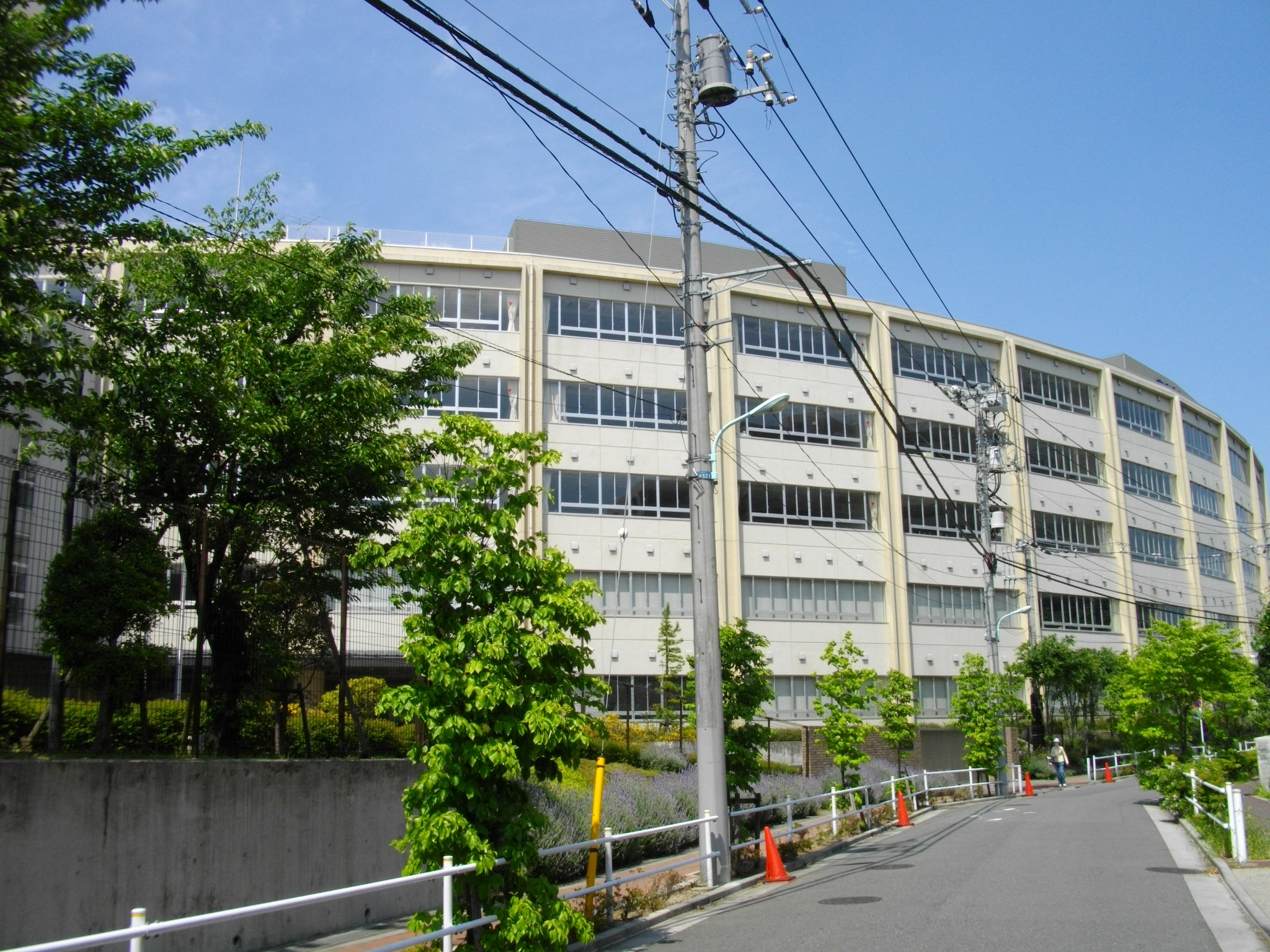
帝京中学校・高等学校（東京都板橋区）

- 帝京冨士中学校・高等学校 - 2021年3月 閉校
- 帝京長岡高等学校

### 小学校
- 帝京大学小学校
- 帝京大学可児小学校

### 幼稚園
- 帝京大学幼稚園
- 帝京幼稚園
- 帝京にしき幼稚園
- 帝京めぐみ幼稚園
- 愛媛帝京幼稚園
- 三葉幼稚園
- 帝京長岡幼稚園

## 教育機関（海外）
- 帝京大学グループダラム分校
- 帝京ロンドン学園（イギリスロンドン自治区）
- 帝京大学グループベルリンキャンパス
- 帝京マレーシア日本語学院（マレーシア連邦クアラルンプール）
- 帝京香港幼稚園（香港特別行政区）

## 医療機関

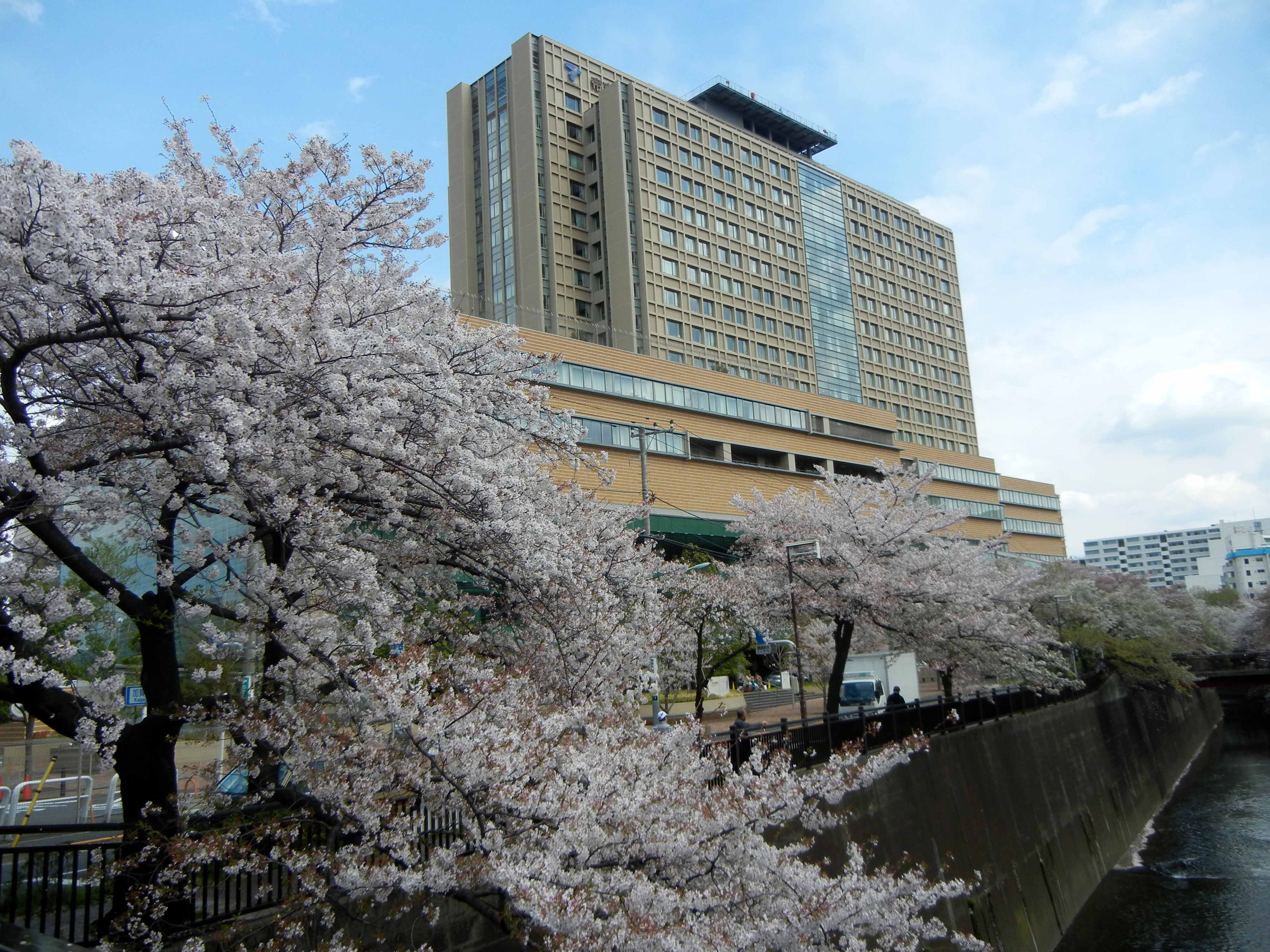
帝京大学医学部附属病院（東京都板橋区）

- 帝京大学医学部附属病院
- 帝京大学医学部附属溝口病院
- 帝京大学ちば総合医療センター
- 帝京大学医学部附属新宿クリニック
- 帝京大学スポーツ医科学クリニック
- 京友会病院

## 関連法人・施設
- 帝京大学老人保健センター慈宏之里
- 特別養護老人ホーム加賀さくらの杜
- 特別養護老人ホーム相模湖みどりの丘
- あしたば中野学園
- 株式会社帝京サービス
- 帝京接骨院
- 帝京豊郷台接骨院
- 帝京八王子接骨院
- 帝京大学箱根セミナーハウス
- 帝京大学やまなし伝統工芸館
- ユニタス外語学院・日本語学校
- 西東京予備校 - かつてはグループ（学校法人立）であった。その後、法人関係者出資による株式会社化。